# Dobromyl'
Dobromyl' (in ucraino Добромиль?; in polacco Dobromil) è una città dell'Ucraina (4111 abitanti) situata nel distretto di Sambir, nell'oblast' di Leopoli. Ospita l'amministrazione della comunità territoriale di Dobromyl', una delle comunità territoriali dell'Ucraina.
Fino al 18 luglio 2020 Dobromyl' faceva parte del distretto di Staryj Sambir, abolito come parte della riforma amministrativa dell'Ucraina, che ha ridotto a sette il numero dei distretti dell'oblast' di Leopoli. L'area del distretto di Staryj Sambir è stata fusa nel distretto di Sambir.